# Telescopio MAGIC
MAGIC significa Major Atmospheric Gamma-ray Imaging Cherenkov Telescope, o sea "Telescopio de rayos gamma por emisión de radiación Cherenkov en la atmósfera". Está localizado en el Observatorio del Roque de los Muchachos en La Palma (Islas Canarias). Tras su construcción en 2004, MAGIC era un solo telescopio Cherenkov con un espejo segmentado de 17 metros de diámetro y un área de 240 metros cuadrados, capaz de detectar los destellos de luz producidos en la atmósfera por rayos cósmicos. En 2008 se le unió un segundo telescopio, un clon del anterior, apodado MAGIC-II. Operado junto al primero, mejora sustancialmente su resolución angular y su sensibilidad.

## Resultados relevantes
- Descubrimiento[2] en rayos gamma de la emisión periódica de la binaria LS I +61 303.
- Descubrimiento en rayos gamma del núcleo activo de galaxia prototípico BL Lac.[3]
- Evidencia de emisión gamma[4] en la binaria de Rayos X con agujero negro Cygnus X-1.
- Descubrimiento[5] de emisión de altas energías del quasar 3C279.
- Primer descubrimiento[6] de emisión pulsada de un púlsar en altas energías (pulsar del Cangrejo).
- Primera medida de gran precisión del lugar de origen de los rayos gamma de la radiogalaxia M87.[7]
- Descubrimiento del primer Brote de rayos gamma en la banda de rayos gamma de muy alta energía.[8]

## Institutos colaboradores
- Instituto de Física de Altas Energías
- Universidad Autónoma de Barcelona
- Universidad de Barcelona
- Universidad Complutense, Madrid
- Centro de Investigaciones Energéticas, Medioambientales y Tecnológicas, Madrid
- Division de Física Experimental, Universidad de Lodz
- Departamento de Física, Universidad de Padua
- Departamento de Física, Universidad de Siena
- Institute for Nuclear Research and Nuclear Energy, Sofía
- Tuorla Observatory, Pikkiö, Finlandia
- Departamento de Física, Universidad de Udine
- Universidad de Würzburg
- Institute for Particle Physics, Eidgenössische Technische Hochschule Zürich
- DESY Zeuthen Berlín.
- Instituto de Astrofísica de Andalucía, Granada, España.
- Instituto de Astrofísica de Canarias, Tenerife, España.
- Consorcio de institutos croatas, Croacia
- Istituto Nazionale di Astrofisica (INAF), Italia